# Forschungen zur Brandenburgischen und Preußischen Geschichte
Die Forschungen zur Brandenburgischen und Preußischen Geschichte (FBPG) sind eine halbjährlich durch die Historiker Wolfgang Neugebauer aus Berlin und Frank-Lothar Kroll aus Chemnitz im Auftrag der Preußischen Historischen Kommission und des Geheimen Staatsarchivs Preußischer Kulturbesitz herausgegebene historische Fachzeitschrift.
Schwerpunkt ist die Erforschung der brandenburgischen und preußischen Geschichte. Es werden Berichte über Tagungen und Forschungen, Miszellen und Rezensionen in deutscher Sprache veröffentlicht.
Die Zeitschrift wurde durch den Historiker Johannes Kunisch begründet und erscheint seit 1991 wieder neu beim Verlag Duncker & Humblot in Berlin, nachdem sie 1944 (Erstausgabe 1888) eingestellt wurde. Anfangs wurde die Zeitschrift ebenfalls durch Duncker & Humblot in Leipzig verlegt, dann von 1923 bis 1933 durch den R. Oldenbourg Verlag in München/Berlin und von 1934 bis 1944 durch den Verein für die Geschichte der Mark Brandenburg in Berlin-Dahlem. Weiterhin werden seit 1992 Beihefte herausgebracht.